# 19P/Бореллі
Комета Бореллі (19P/Borrelly) — короткоперіодична комета, відкрита 28 грудня 1904 року А. Бореллі в Марселі.

## Розміри
Розміри ядра комети складають 8 × 4 км[джерело?].

## Місія Deep Space 1
21 вересня 2001 р. космічний апарат Deep Space 1, запущений для випробування в космосі нових технологій, здійснив політ до комети Бореллі. Апарат отримав безцінні відомості про комети. Незважаючи на несправність системи орієнтації, Deep Space 1 передав на Землю найкращі (на той момент) зображення ядра комети та інші наукові дані про неї.